# Stélios Koúloglou
Stélios Koúloglou (grec moderne : Στέλιος Κούλογλου), né le 27 février 1953 à Athènes, est un journaliste, écrivain, et homme politique grec, anciennement membre de SYRIZA, et encarté depuis 2024 à la Nouvelle Gauche.
Plusieurs de ses documentaires ont provoqué des protestations de l’ambassade des États-Unis à Athènes. Depuis 2010, il est interdit d’entrée aux États-Unis, officiellement pour « terrorisme ».

## Biographie
Diplômé de la faculté de pharmacie de l'université d'Athènes, il a étudié le journalisme à Paris, à Tokyo et en Inde. Il a débuté dans le journalisme en 1981 au magazine Anti et a travaillé plus tard comme journaliste politique au journal To Vima. Correspondant du journal Augi à Paris, il gagne Moscou en 1989, où il couvre les évènements qui modifient le visage de l'Union soviétique et des autres pays d'Europe de l'Est, pour la station de radio Sky et le journal Kathimeriní. De
1992 à 1995 il est correspondent de guerre en tant qu’envoyé spécial en ex-Yougoslavie. Il écrit dans plusieurs magazines et publie sept livres. Son ouvrage Ne vas jamais seul à la poste compte parmi les meilleures ventes des années 2002-2003, avec plus de 80.000 exemplaires. En octobre 2005, il est rédacteur en chef et présentateur d’une émission intitulée Soirée thématique à la télévision nationale grecque ET1.
En 1996, Kouloglou est rédacteur en chef, directeur et présentateur de l’émission Reportage sans frontières à l’Ellinikí Radiofonía Tileórasi (ERT), une série documentaire hebdomadaire sur les événements politiques et sociaux, grecs et
internationaux, historiques et contemporains. Cette émission recevra quatre fois le prix de la meilleure émission d’information grecque. En 2000 et 2002, il reçoit le Prix Euro-Comenius, pour les documentaires Communisme, la Grande utopie du 20e siècle (six épisodes) et Cours contre la mort (sur un match de football entre les Allemands et les habitants de Kiev occupée pendant la Seconde Guerre mondiale). En 2004, il réalise le documentaire « 24+1 mensonges p our vendre une guerre » au sujet des méthodes de propagande employées par l’administration Bush pour justifier la guerre contre l’Irak en 2003. L’ambassade des États-Unis à Athènes proteste constamment auprès du gouvernement grec contre la diffusion de ces documentaires. 
Le 12 mai 2008, l’administration d'ERT décide de ne pas renouveler son contrat
avec le journaliste. Comme justification, la direction déclare que les émissions ont épuisé tous les sujets. Selon Kouloglou, les jours précédents l’administration d’ERT avait demande d'annuler la projection de son émission intitulé « Génération de 700 € », et avait refusé de coopérer à l'organisation
d’une émission sur les droits de l’homme en Chine de Mao aux Jeux Olympiques. Sur la question de la cessation de la coopération avec ERT plusieurs requêtes des députés ont été posées au ministre responsable. Le gouvernement grec de Konstatinos Simitis est directement intervenu auprès de la direction d'ERT.
À partir du 1er novembre, 2008 il crée le site web « Télévision sans frontières », concernant l'information et l'analyse politique.
En 2008, il réalise le documentaire « Confessions d'un assassin économique », basé sur le livre autobiographique « Confessions of an economic hitman » de John Perkins et une enquête journalistique personnelle, qui suggère que les États-Unis sont devenus une superpuissance économique grâce à « un groupe secret d’assassins économiques », des agents qui ont utilisé de faux rapports financiers, des acquisitions, des chantages, du sexe et du meurtre afin de renforcer la puissance économique américaine après la fin de la Seconde Guerre mondiale. Le film recevra des prix en Corée du Sud et en Espagne. 
En janvier 2010, en compensation de la censure qui lui a été imposée, Stelios Kouloglou retourne à ERT et prend place dans le conseil administratif. Cependant juin 2010, il démissionne du CA de ERT et soumet des propositions pour restaurer les émissions de « Reportage Sans Frontières» et «Soirée Thématique ». Il retourne à la chaîne en septembre 2010 avec son ancien émission ou il a reste jusqu’à la fermeture de l’ERT par le gouvernement d’Antonis Samaras.
Candidat lors élections européennes de 2014 sur la liste de SYRIZA, il n'a pas été élu mais est cependant devenu député européen en janvier 2015, à la suite de la démission de Geórgios Katroúgalos, devenu sous-ministre des Réformes administratives.
Il ne peut se rendre au siège des Nations unies en novembre 2021, alors qu'il appartenait à une délégation du Parlement européen, les autorités américaines opposant un refus systématique à ses demandes de visa. 
Parmi ses documentaires se distinguent Oligarchie (2012) un documentaire sur la crise financière mondiale filmé aux États-Unis, Allemagne, Belgique, Grande-Bretagne, Espagne, Portugal, Équateur et Grèce. Son film Holocauste de mémoire (2013) est un témoignage des crimes des nazis perpétrées en Grèce. Son documentaire 2014 intitulé I nona (« La marraine ») se concentre sur Angela Merkel et son stratégie visant à imposer l'hégémonie allemande en Europe. Son dernier documentaire Evasion d’Amorgos sur l’exil du politicien Giorgos Mylonas concerne les pratiques de la dictature des colonels en Grèce.

## Publications
- Stélios Koúloglou, « Grèce, le coup d’Etat silencieux : Une asphyxie financière programmée », Le Monde diplomatique,‎ juin 2015 (lire en ligne)